# Ichneumon melanoceras
Ichneumon melanoceras är en stekelart som beskrevs av Julius Theodor Christian Ratzeburg 1844. Ichneumon melanoceras ingår i släktet Ichneumon och familjen brokparasitsteklar. Inga underarter finns listade i Catalogue of Life.